# 阿特斯媒體
40°33′18″N 3°37′05″W / 40.555°N 3.618°W
阿特斯媒體集團（Atresmedia Corporación de Medios de Comunicación, S.A.），舊稱3頻道集團（Grupo Antena 3），是西班牙的一個媒體集團，涉足電視、廣播、電影製作領域。公司主要股東是星球集團和貝塔斯曼。2013年3月6日，3頻道集團更名為阿特斯媒體。3頻道亦更名為阿特斯媒體電視。

## 外部連結
- Official website （页面存档备份，存于）